# 時裝

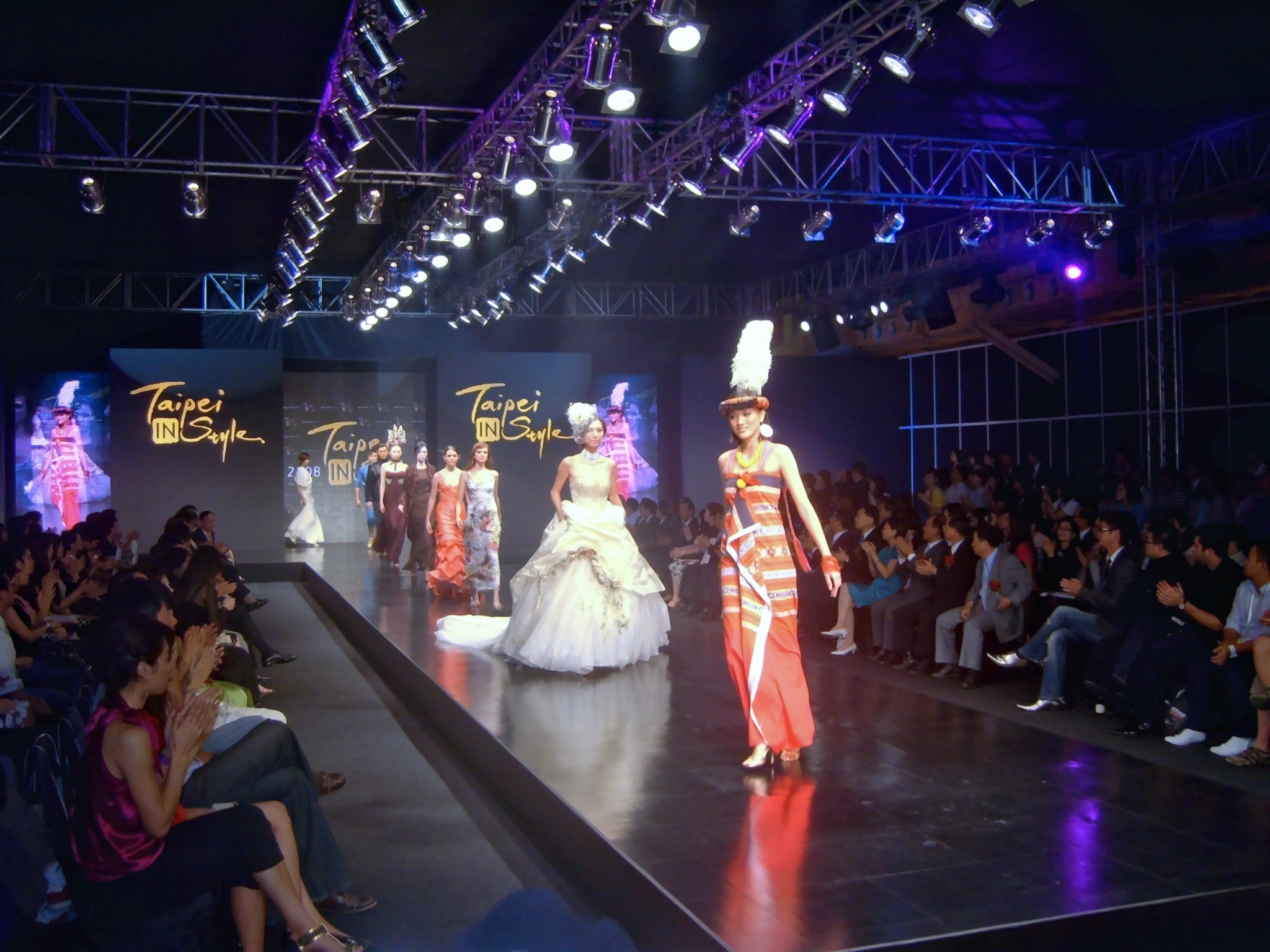
台北TIS 2008時裝表演

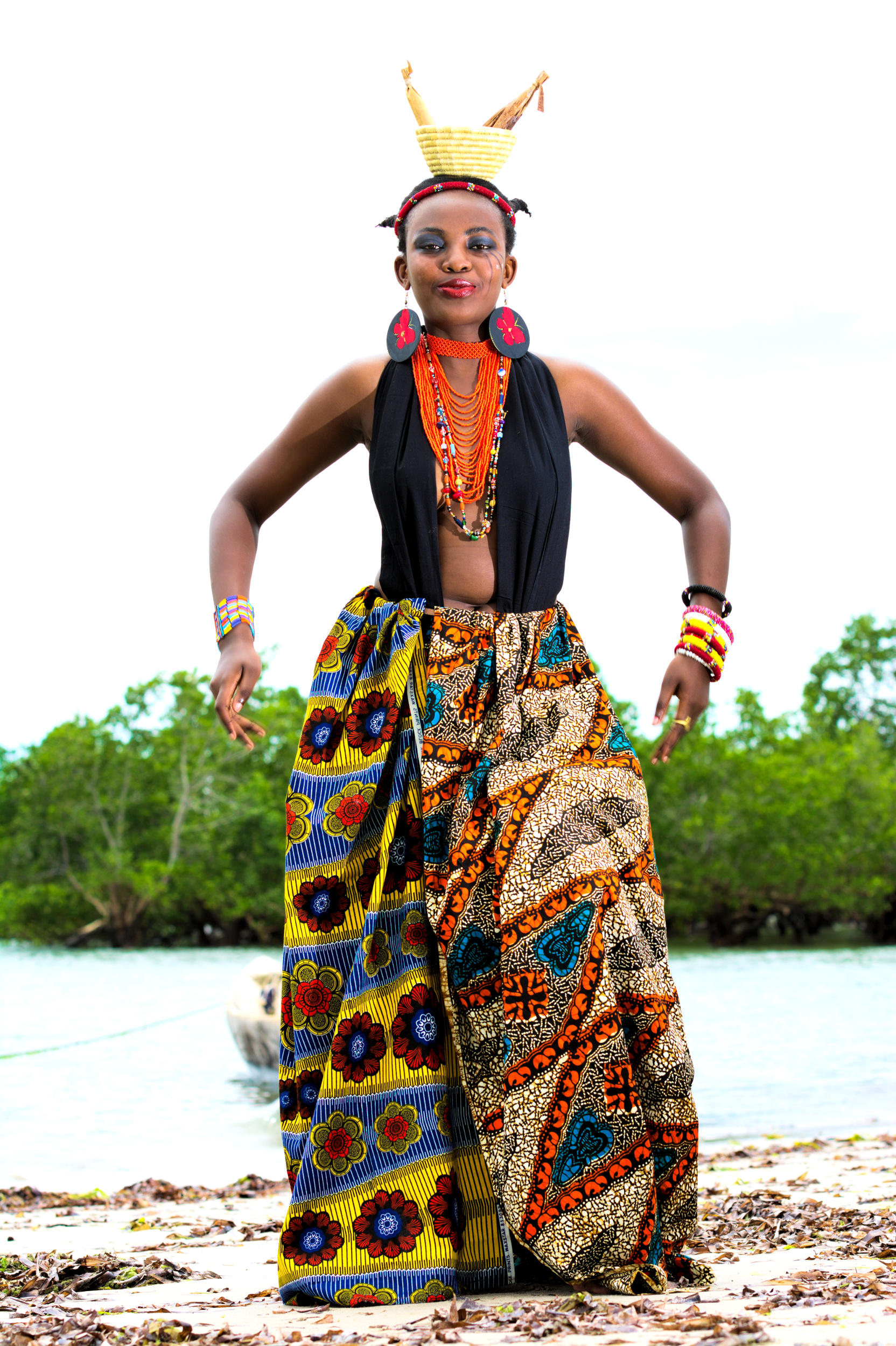
非洲本地設計的時裝

時裝（英文：Fashion），一般指某時期流行的時尚服裝，包配服裝配飾在内，配飾一般包括例如傘、眼鏡、手袋、首飾等等所有佩戴在個人身上的東西，令時裝不再局限於衣服，開闊了其廣度。紐約、巴黎、倫敦、米蘭等獲視為時裝之都。

## 英文Fashion的意思
在特殊的語境下，英文「Fashion」也會有魅力（Glamour）、美（Beauty）、款式（Style）、時尚與潮流（Fads and trends）、唯物主義（Materialism）等等的意思，但並不常用。這些意思若用在一般正常的語境下，更會產生混亂。現時部份介紹潮流產品的時尚類網頁或雜誌，會把「時尚」譯作「Trends」，例如雜誌《時尚家居》的英譯就是《TRENDSHOME》，而不會譯作「Fashion home」之類，以免產生誤會。

## 時裝應用領域
社会心理学認為，時裝也會流行於以下领域：
- 建筑，室内设计、景观设计
- 体型、化妆品、美容
- 美食、舞蹈、音乐
- 体育、游戏、娱乐
- 政治、新闻、宗教
- 礼仪、科技、经济

## 時裝表演
時裝表演是時尚服裝、產品形象的首次發佈會、記者招待會，目標觀眾包括傳媒工作者，例如時裝評論家、記者、專欄作家、未來的買家及消費者等。從事時裝表演的演藝人稱為時裝模特兒。

## 時裝設計
服裝設計是當今世界上改變最快的設計行業之一，與其他設計不同，服裝設計以季為期，更新服装設計風格和潮流。
時裝設計師的名稱是由英文的Fashion Designer翻譯而來。現在的時裝趨勢中，服裝設計師經常跨領域設計了其他相關產品，而其他產品類別的設計師也有可能同時進入了服裝設計，所以此類別開放廣度，可列入了時裝、服裝，鞋類，服飾配件與劇場服飾等設計範圍，也可詳細稱之為時尚與服裝設計師。

## 時裝和公益
時裝也常用來推動公益事務，例如促進健康的行為、為癌症治療或區域性的慈善机构募款，例如青少年保護組織，或是捐款給儿童收容所等。
最近和時裝有關的一個公用事務是垃圾时尚，為了讓大家關切污染相關的議題，利用廢棄物來製作衣服、珠寶等物品。有許多垃圾时尚的藝術家，例如Marina DeBris、Ann Wizer及南希賈德（Nancy Judd） and Nancy Judd.等。

## 薪金
時尚網站Fashionista於2018年發布了關於時裝從業員的年薪調查。訪問了大概3,000名受訪者。而受訪者分別提供了他們的工作頭銜，公司，經驗和薪酬等等。而受訪者主要以歐美地區為主。而結果顯示公司的規模與薪金有很大關係，例如在公共組織工作大多數會比私人公司的薪金高。更指出，位於設計，零售和公關職位的年薪超過10萬美元的比例最高。而數碼編輯比紙本編輯的人工高。

## 相關
- 时装周
- 模特
- 时装设计师
- 時裝店
- 時裝表演
- 時裝配件
- 時裝設計師列表（英语：List of fashion designers）
- 时装设计
- T型台
- 高級服裝定製
- 時裝設計歷史（英语：History of fashion design）
- 紅毯時尚（英语：Red carpet fashion）
- 永續時尚（英语：Sustainable fashion）

## 註解
1. ↑  . Languagemonitor.com. 2013  [2014-02-25]. （原始内容存档于2014-02-22）.
2. ↑  在「The fashion of this fashion is very fashion.」的特殊語境下，三個「fashion」可以分別指「款式」、「時裝」和「時尚」。
3. ↑  例如當「Fashion designer」被譯作「時尚設計師」時，就不能知道到底是指「時尚服裝設計師」、「時尚家居設計師」還是「時尚手機設計師」了。
4. ↑  .   [2009-01-23]. （原始内容存档于2015-02-27）.
5. ↑  雖然「Fashion home」中的「Fashion」按其語境可以譯作「時尚」，但因為這種意思並不常用，所以仍然有機會產生誤會。
6. ↑  . Times of India. 2/4/2013  [2013-02-15]. （原始内容存档于2013-05-01）.
7. ↑  Woodman, Anne. . Clayton News Star. 2013-01-26  [2013-02-15]. （原始内容存档于2013-04-11）.
8. ↑  . Chatham Daily News. 2/7/2013  [2013-02-15]. （原始内容存档于2013-05-27）.
9. ↑  luc, karie angell. . Northbrook Star. 2013-01-16  [2013-02-15]. （原始内容存档于2013-06-07）.
10. ↑  . Capital Gazette. no date given  [2013-02-15]. （原始内容存档于2013-04-07）.
11. ↑  . NBC News/ AP. 7/2/2008  [2013-02-15]. （原始内容存档于2016-12-28）.
12. ↑  Simon, Stephanie. . Wall Street Journal. 2009-01-13  [2013-02-15]. （原始内容存档于2013-10-05）.
13. ↑  .   [2018-04-13]. （原始内容存档于2018-04-13）.